# Camille Perreau
Camille Perreau (* 13. März 1866 in Rouvray, Département Côte-d’Or; † 2. August 1952 ebenda) war ein französischer Politiker. Von 1898 bis 1902 war er unter der Dritten Französischen Republik Mitglied der Abgeordnetenkammer.
Perreau promovierte nach seinem Jurastudium und war in Aix-en-Provence als Anwalt tätig. Danach war er Professor für Wirtschaftspolitik in Aix und Marseille. Als solcher wurde er 1898 in die Nationalversammlung gewählt. Dort gehörte er den radikalen Republikanern an und war vor allem im finanzpolitischen Bereich aktiv. 1902 trat er erneut an, wurde jedoch von Gabriel Baron, den er vier Jahre zuvor noch besiegt hatte, geschlagen. Nach dem Ende seiner politischen Karriere arbeitete er als Wirtschaftspolitikprofessor in Paris.